# ملح (أسفل الملح) (المسيمير)

تعديل مصدري - تعديل

ملح (اسفل الملح) هي إحدى قرى عزلة المسيمير بمديرية المسيمير التابعة لمحافظة لحج، بلغ تعداد سكانها 64 نسمة حسب تعداد اليمن لعام 2004.